# Rippberg (Walldürn)
Rippberg ist ein Stadtteil von Walldürn im Neckar-Odenwald-Kreis, Baden-Württemberg.

## Geografische Lage
Rippberg liegt im östlichen Odenwald im Tal des Marsbachs an der Einmündung des Eiderbachs, etwa 6,5 Kilometer nordwestlich der Kernstadt. Durch den Ort führen die Bundesstraße 47 und die Bahnstrecke Seckach–Miltenberg (KBS 784), auch Madonnenlandbahn genannt. Unterhalb von Rippberg befindet sich mit 197 m ü. NHN der niedrigste Punkt Walldürns. Dort verläuft zum Nachbarort Schneeberg die Grenze zum Freistaat Bayern. Der Naturpark Neckartal-Odenwald erstreckt sich auch über Teile der Gemarkung.

## Geschichte
Rippberg wurde 1197 erstmals urkundlich als Rietberg (Berg im Ried) erwähnt. Im Spätmittelalter war der Ort im Besitz der Ministerialenfamilie von Dürn und Würzburger Lehen. Um 1590 erfolgte der Heimfall an Würzburg, das die Echter von Mespelbrunn mit der Herrschaft belehnte. 1665 erfolgte erneut der Heimfall an Würzburg, das 1677 den im Dreißigjährigen Krieg völlig abgegangenen Ort wieder anlegte und zum Amtssitz machte. Im Rahmen der Säkularisation fiel das Amt 1803 an das Fürstentum Leiningen und kam 1806 zum Großherzogtum Baden. 1864 fand bei Rippberg eine erfolglose Treibjagd mit 2000 Beteiligten auf einen Wolf statt, den sogenannten „Tiger von Miltenberg“.
Zum 1. Dezember 1972 erfolgte die Eingemeindung nach Walldürn. Rippberg bildet mit Hornbach eine gemeinsame Ortschaft.

## Ehemaliges Wappen
1958 erteilte das Innenministerium ein Wappen, das eine Verbesserung des 1909 durch das des Generallandesarchivs vorgeschlagenen Wappens darstellte: „In Silber (Weiß) auf grünem Boden ein roter Torturm mit Stützmauern.“ Mit der Eingemeindung nach Walldürn erlosch das Wappen.

## Kulturdenkmale

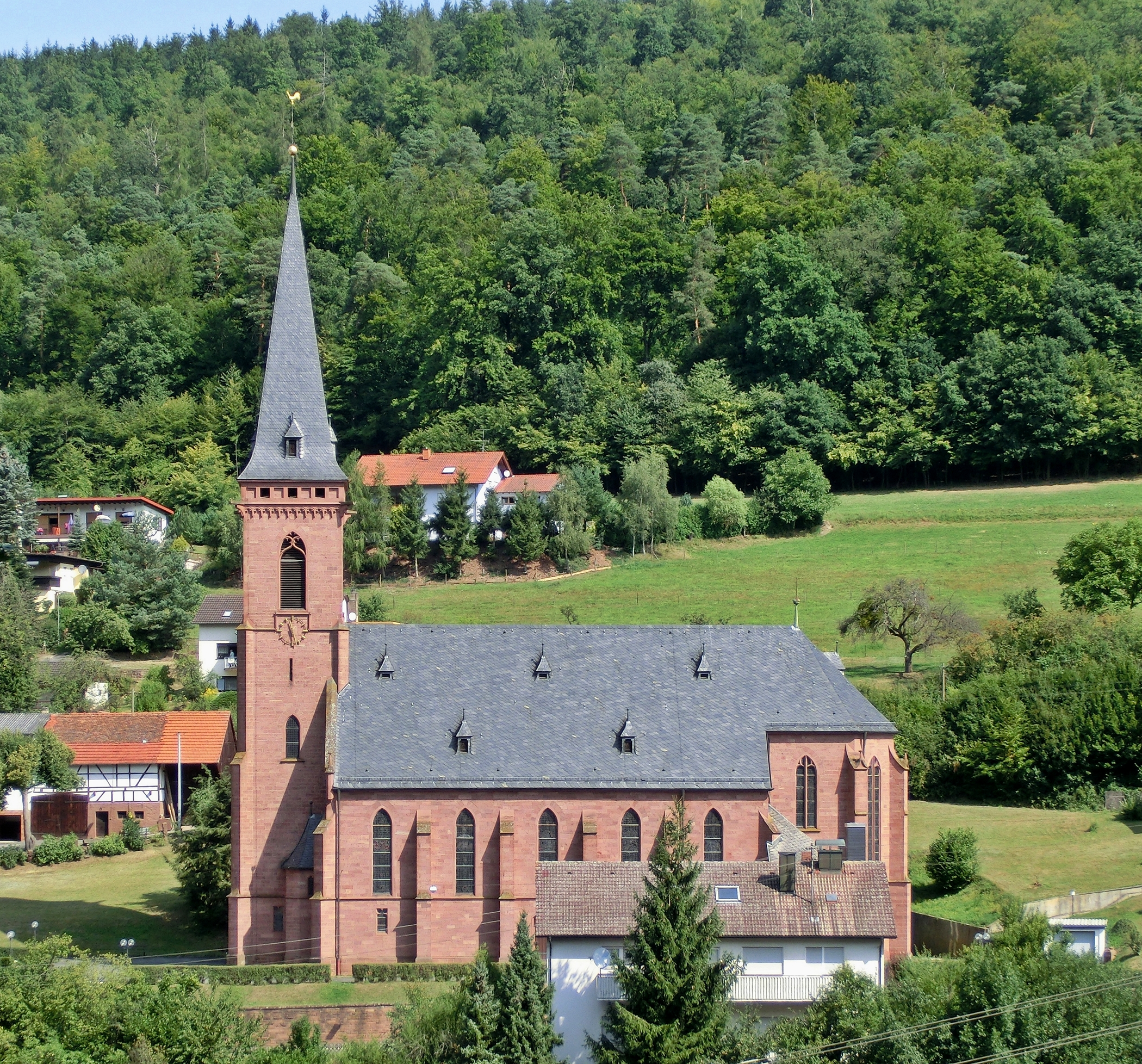
Katholische Pfarrkirche St. Sebastian in Rippberg (2012)

## Wirtschaft
In Rippberg befindet sich eine Eisengießerei für Kunden im Werkzeugmaschinenbau, Baumaschinen- und Sondermaschinenbau mit etwa 175 Mitarbeitern sowie einige Handwerksbetriebe. Landwirtschaft spielt in dem Ort seit jeher keine nennenswerte Rolle.